# 씨앤엠 (기업)
씨앤엠은 대한민국의 기업이다.